# Maackia
Maackia er en slægt med 9-12 arter, der er udbredt i Østasien med tyngdepunktet i Kina. Det er løvfældende træer og buske, hvor den gråbrune bark er forsynet med mange, brune korkporer. Knopperne er bredt ægformede og spredt- eller modsat stillede. Bladene er stilkede og uligefinnede med ægformede småblade, der har hel rand. Blomsterne er samlet i oprette, endestillede stande. De enkelte blomster er 5-tallige og klokkeformede med hvide til lysegrønne kronblade. Frugterne er tynde og rette eller buede bælge med 1-5 frø i hver.
| Beskrevne arter |

- Amur-Maackia (Maackia amurensis)

| Andre arter |

- Maackia chinensis
- Maackia fauriei
- Maackia tenuifolia